# Wakizashi
Et wakizashi er et japansk sværd, båret af samuraier. Det er 30 til 60 cm langt og blev benyttet i forbindelse med kamp eller udførelse af ritualet seppuku eller harakiri.
Hvis det er kortere end 30 cm kaldes det en tanto.